# Giovanni Barracco
Giovanni Barracco (Isola di Capo Rizzuto, 28 avril 1829 - Rome, 14 janvier 1914) est un homme politique italien.

## Biographie
Le baron Giovanni Barracco naît à Isola di Capo Rizzuto dans la famille Barracco qui est alors la famille possédant le plus de propriété en Italie.
Il a été député du royaume d'Italie durant les VIIIe, IXe, Xe, XIe, XIIe, XIVe et XVe législatures. Il a également été sénateur de la XVIe législature du royaume d'Italie.